# Biserica de lemn din Măzăroi

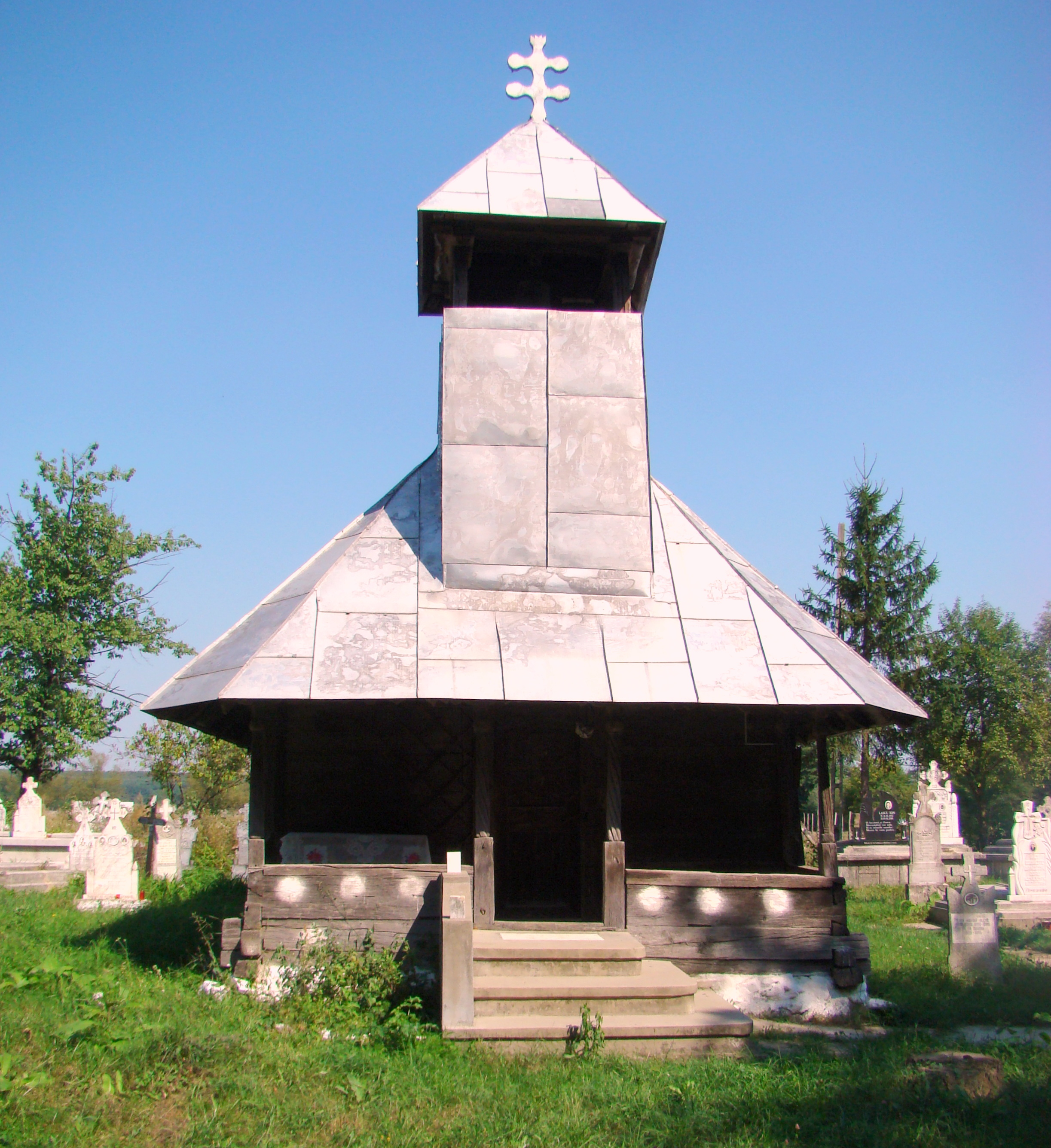
Biserica de lemn „Intrarea în Biserică” din Măzăroi, comuna Stănești, județul Gorj, foto: august 2015.

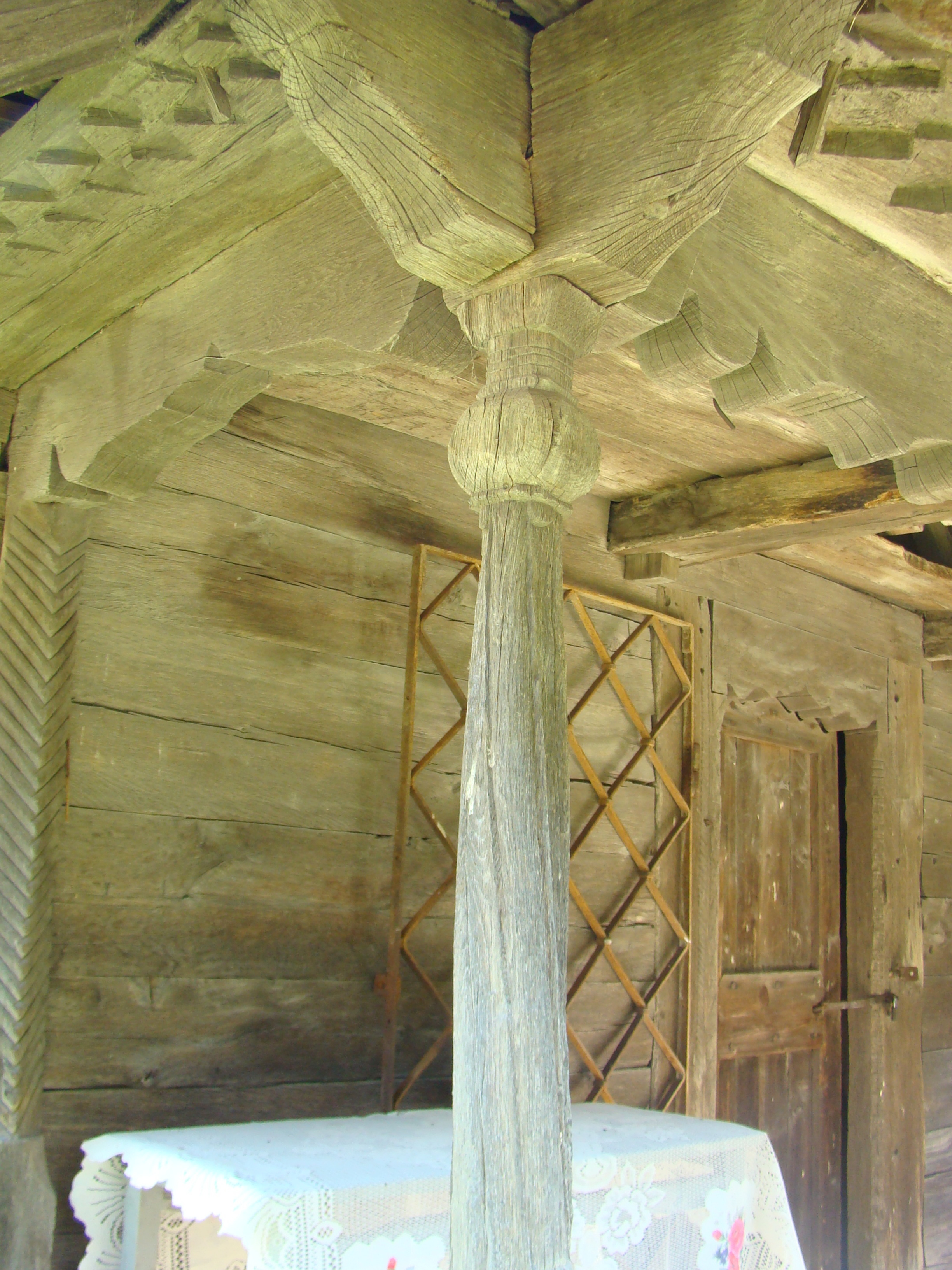
Stâlp şi console la pridvori

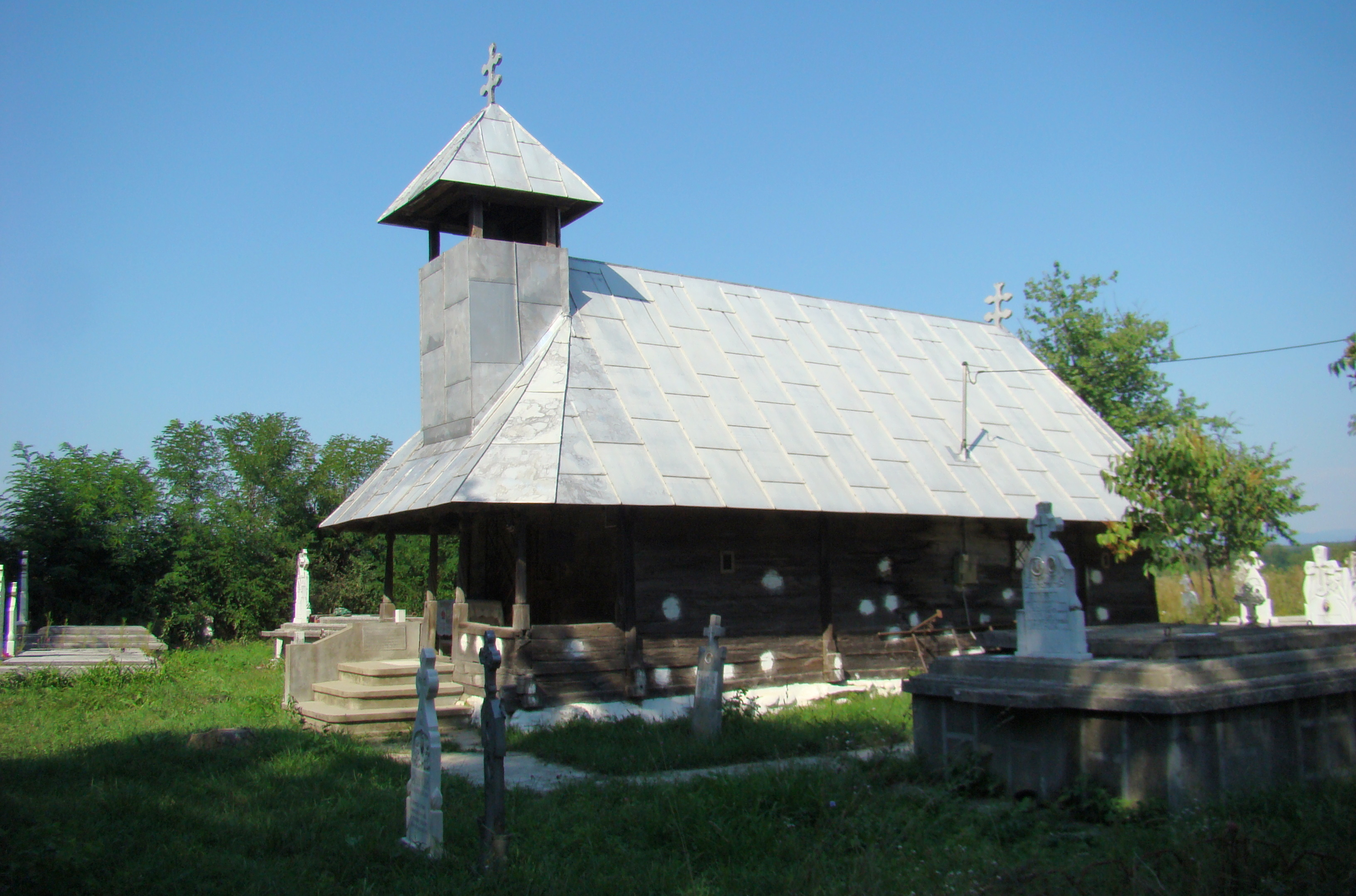
Biserica (sud-vest)

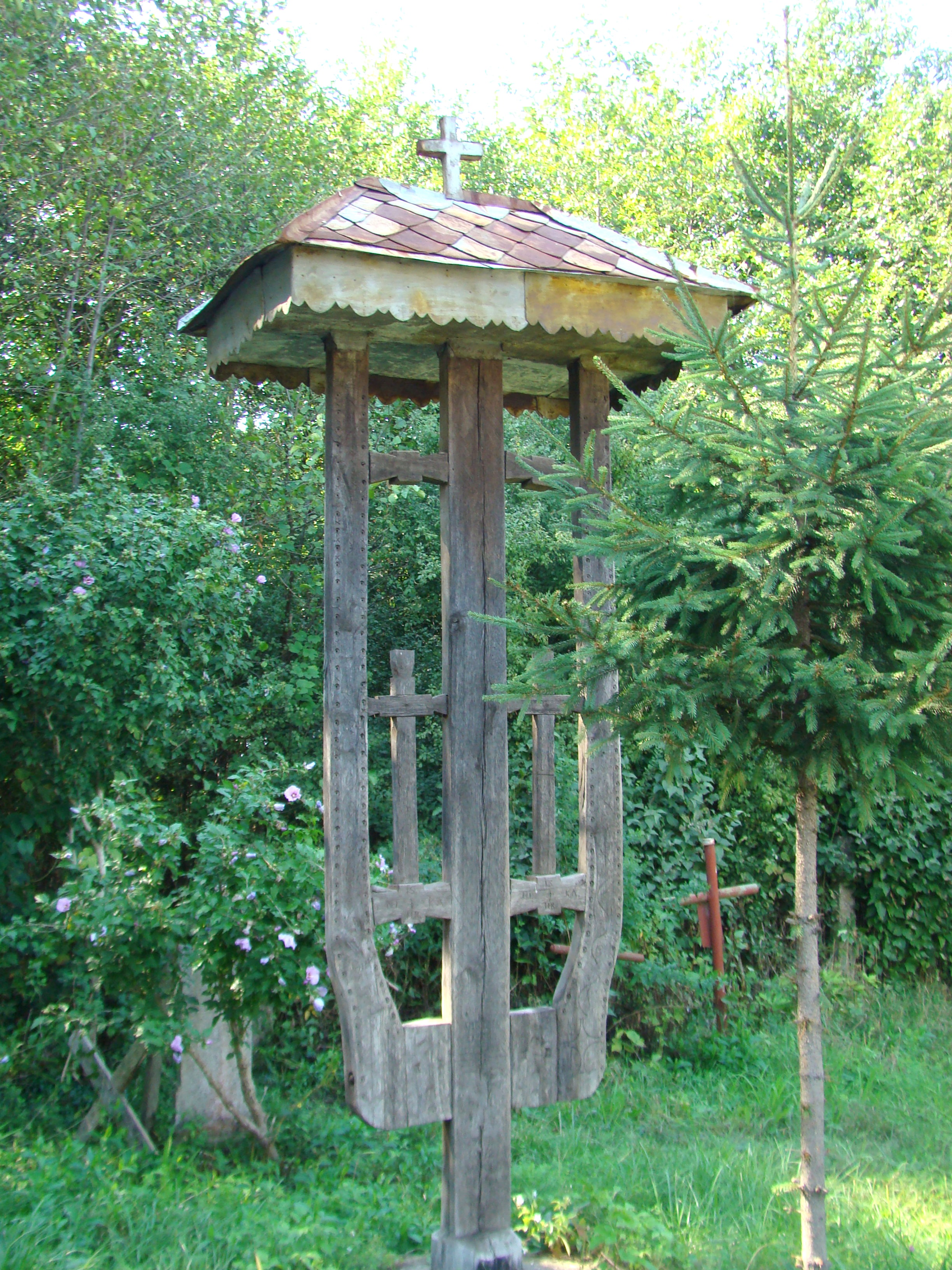
Troița

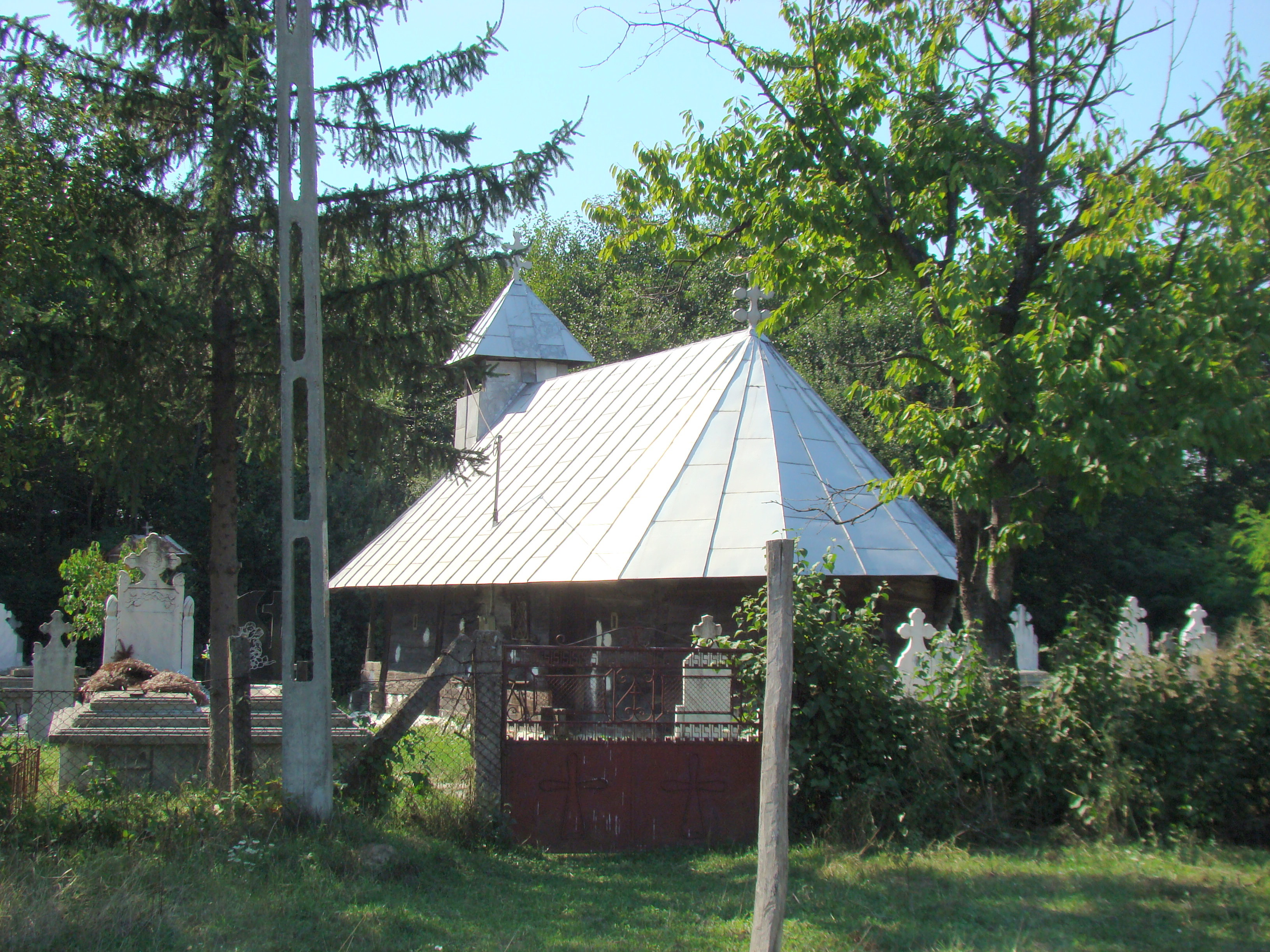
Biserica e adăpostită într-un zăvoi alcătuit din stejari și pini

Biserica de lemn din Măzăroi, comuna Stănești, județul Gorj, datează din anul 1758 . Are hramul „Intrarea în Biserică a Maicii Domnului” (21 noiembrie). Biserica se află pe noua listă a monumentelor istorice sub codul LMI:  GJ-II-m-B-09328.

## Istoric și trăsături
Biserica se află în apropierea grupului de sate Căleștii Mici, Măzăroi, Obreja, în lunca Cernădiei, pârâu ce nu mai are apă decât în timpul ploilor abundente. E biserică de cimitir, în care se slujește numai la hram.
S-a păstrat zapisul ridicării, săpat în bârnă (deasupra și în dreapta intrării): „Această biserică, cu hram Intrarea în biserică Ovidenia ... Nițu Mazăre ... leat 7267 (1758-1759)”, restul fiind mascat de elemente ale clopotniței adăugate peste prispă. Alte nume de ctitori sunt: Șerban Mazăre, Petru Târvelea, D.Țânțăreanu; biserica a fost reparată în anii 1821, 1834, 1851-1855.
Planul pereților rezultă din nava dreptunghiulară și altarul decroșat, poligonal, cu cinci laturi. Sub temelie au fost puse câteva pietre. Elevația interioară este formată dintr-o boltă în leagăn, comună întregului spațiu, cu arc de susținere, pe console, pe centrul naosului.
Tâmpla, cu Răstignirea, moleniile, apostolii și praznice, ușile împărătești (Buna Vestire în cadru arhitectural) și icoana de hram (Intrarea în biserică) aparțin primei părți a veacului XIX și școlii de pictură de la Târgu Jiu. Restul icoanelor împărătești și cele din pronaos datează de la sfârșitul secolului al XIX-lea.

## Imagini din exterior

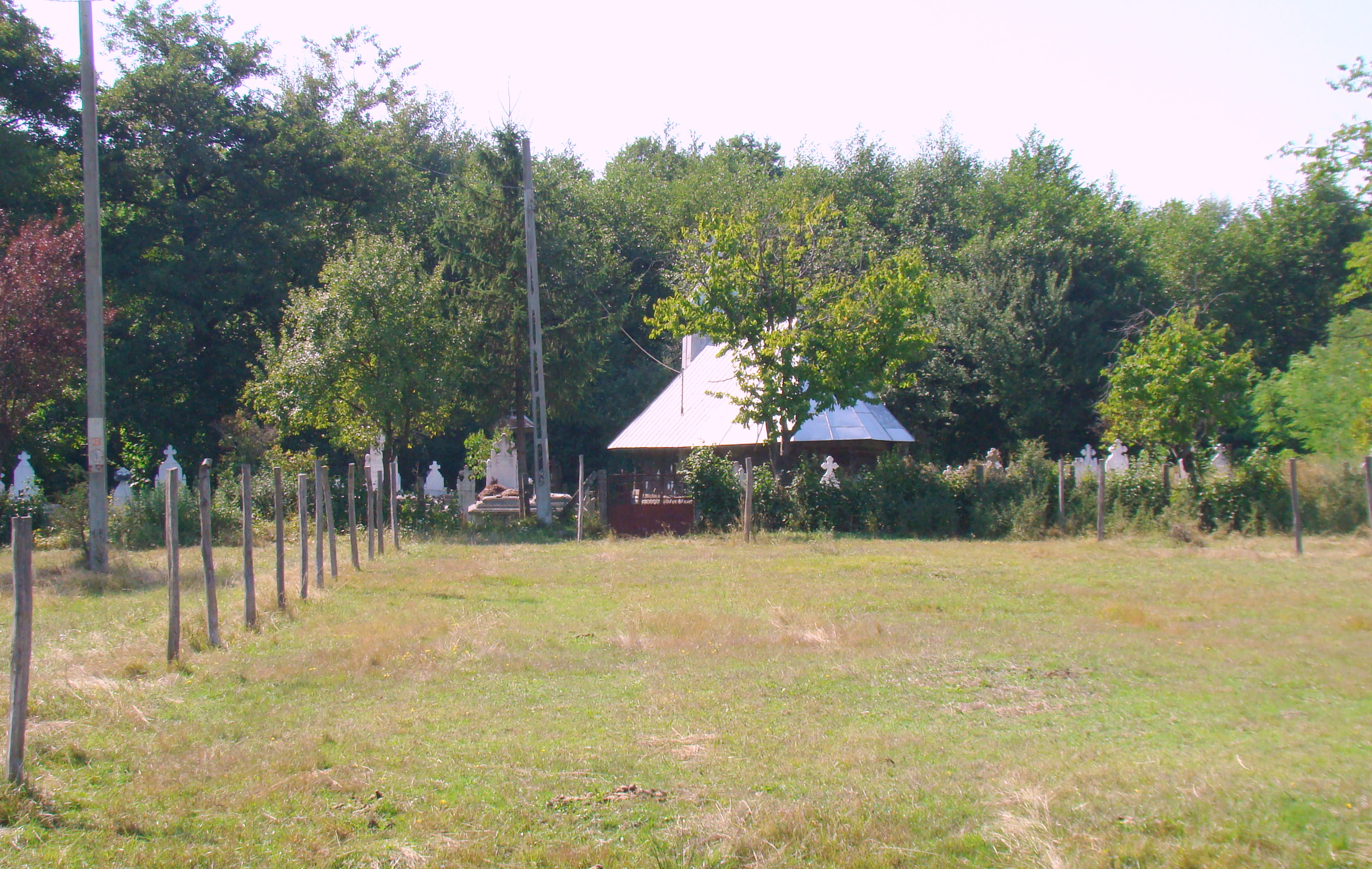
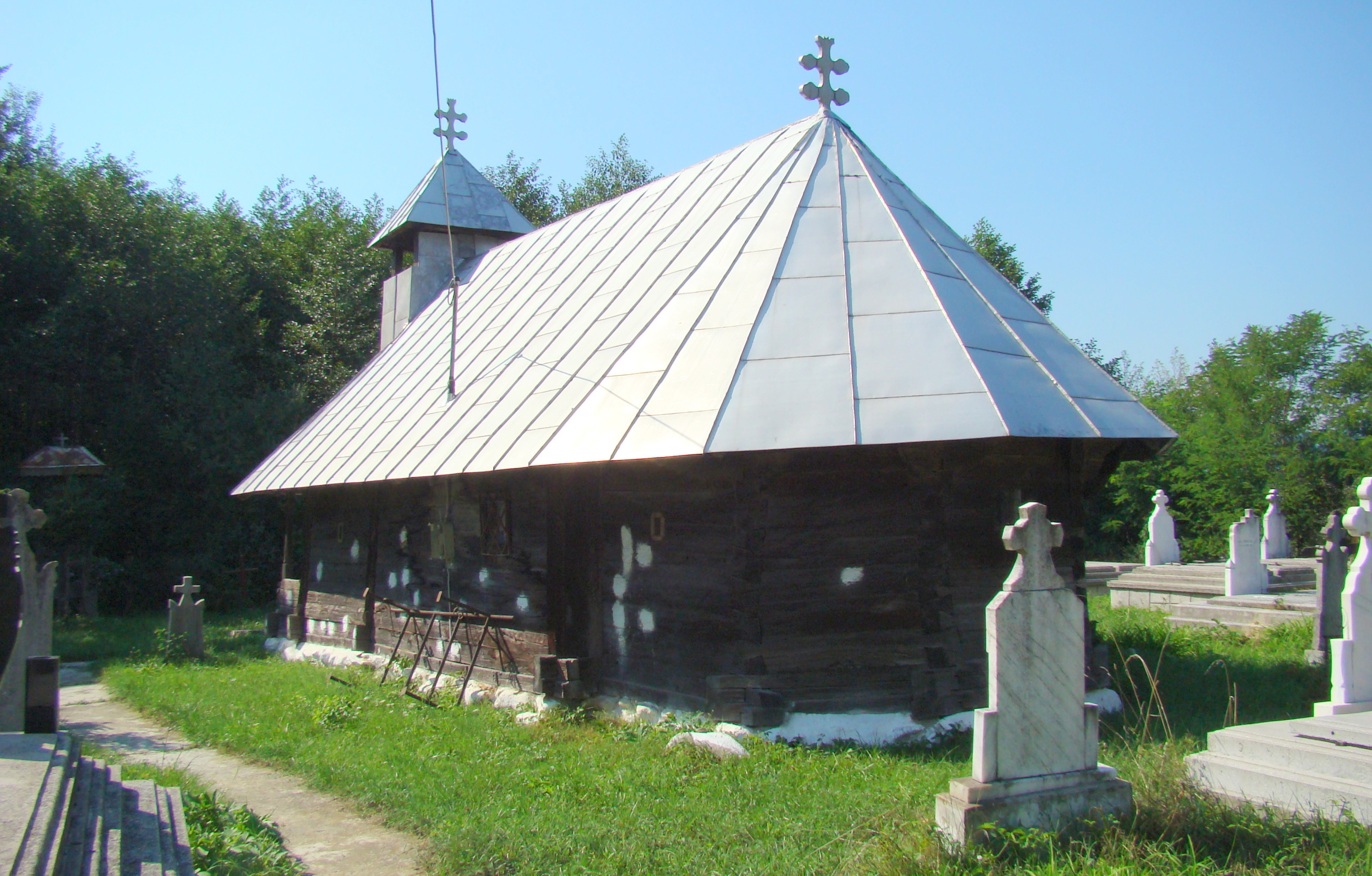
Biserica (sud-est)
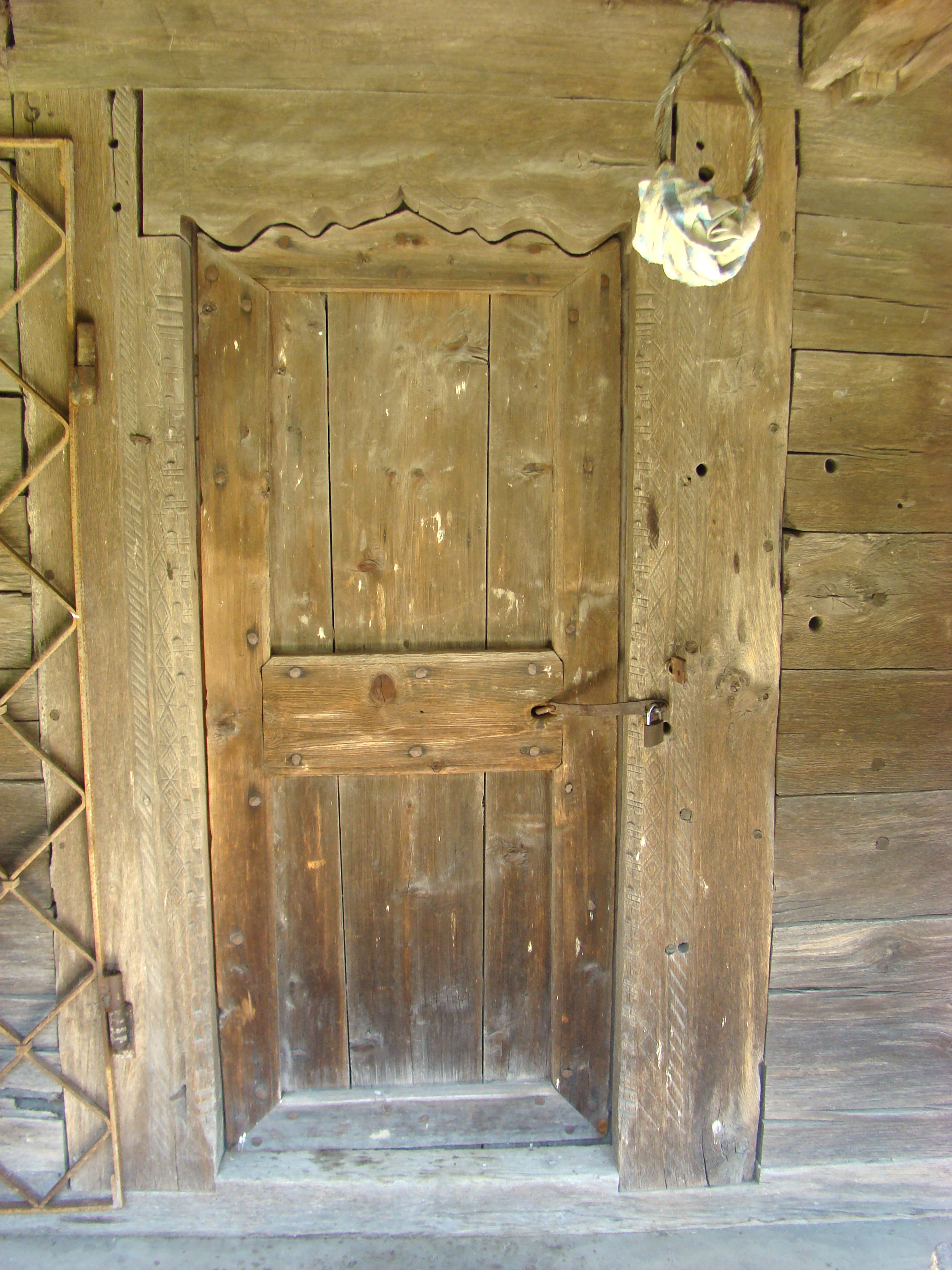
Ancadramentul uşii de la intrare
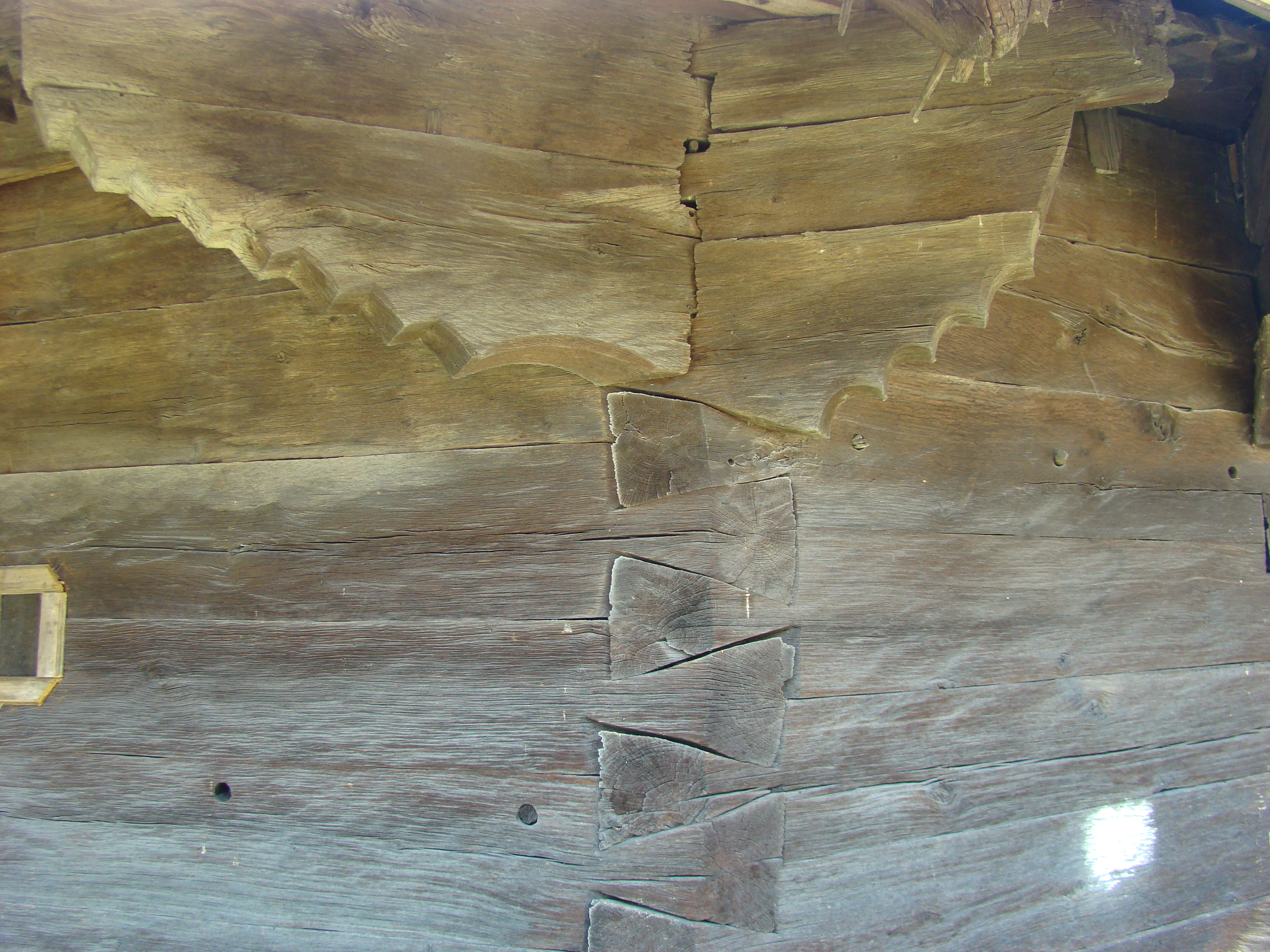
Console
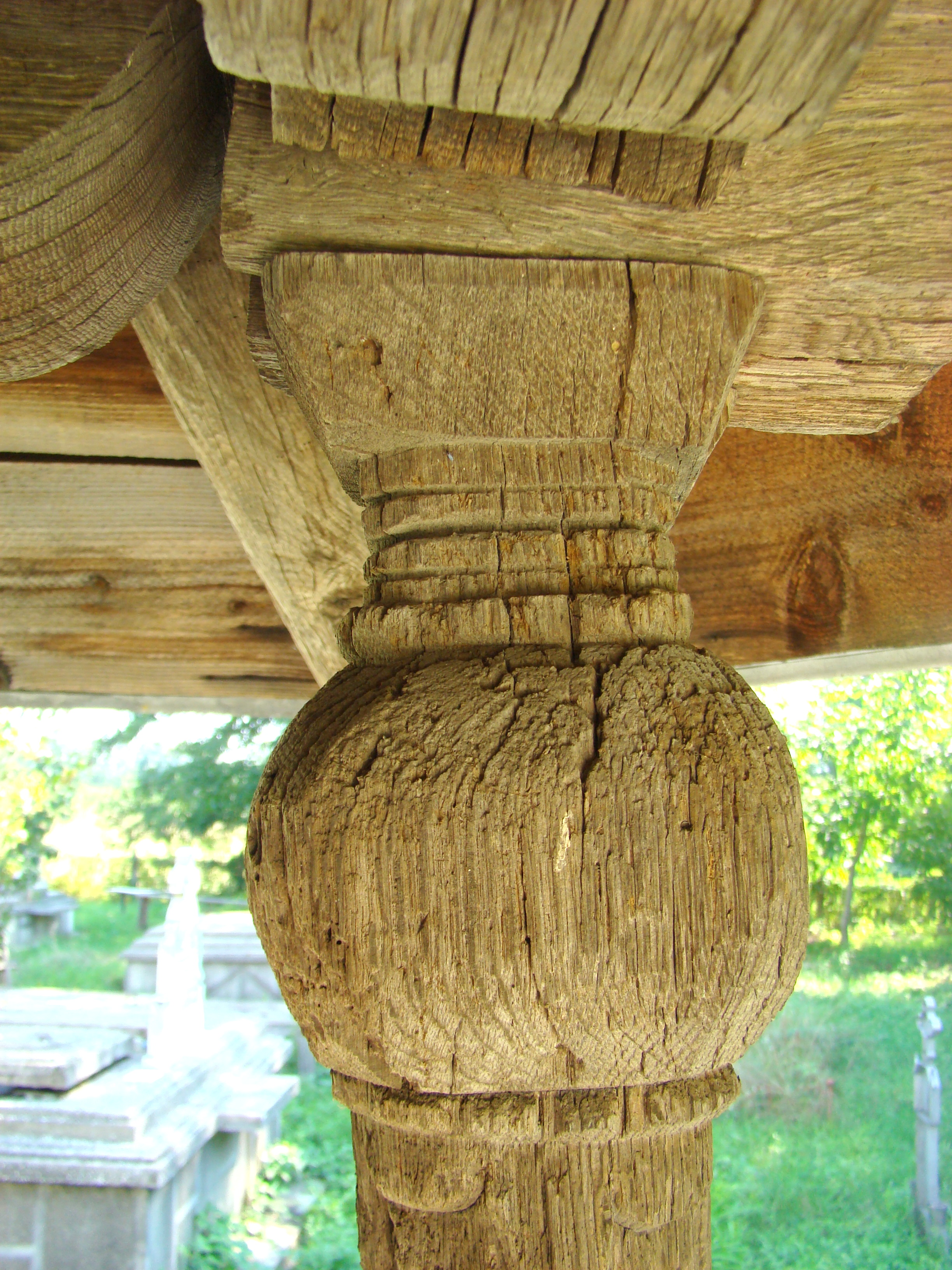
Capăt de stâlp la pridvor
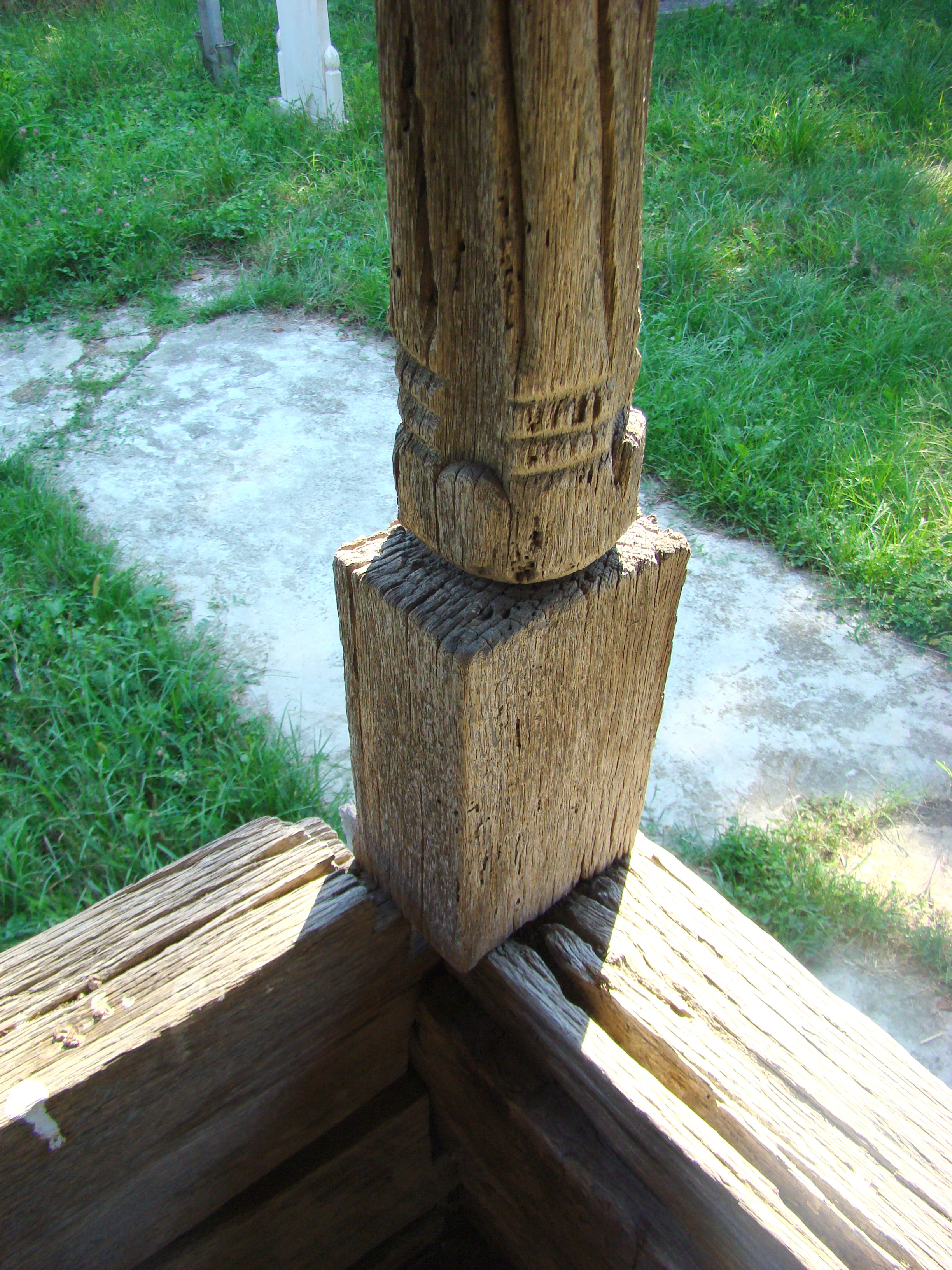
Capăt de stâlp la pridvor
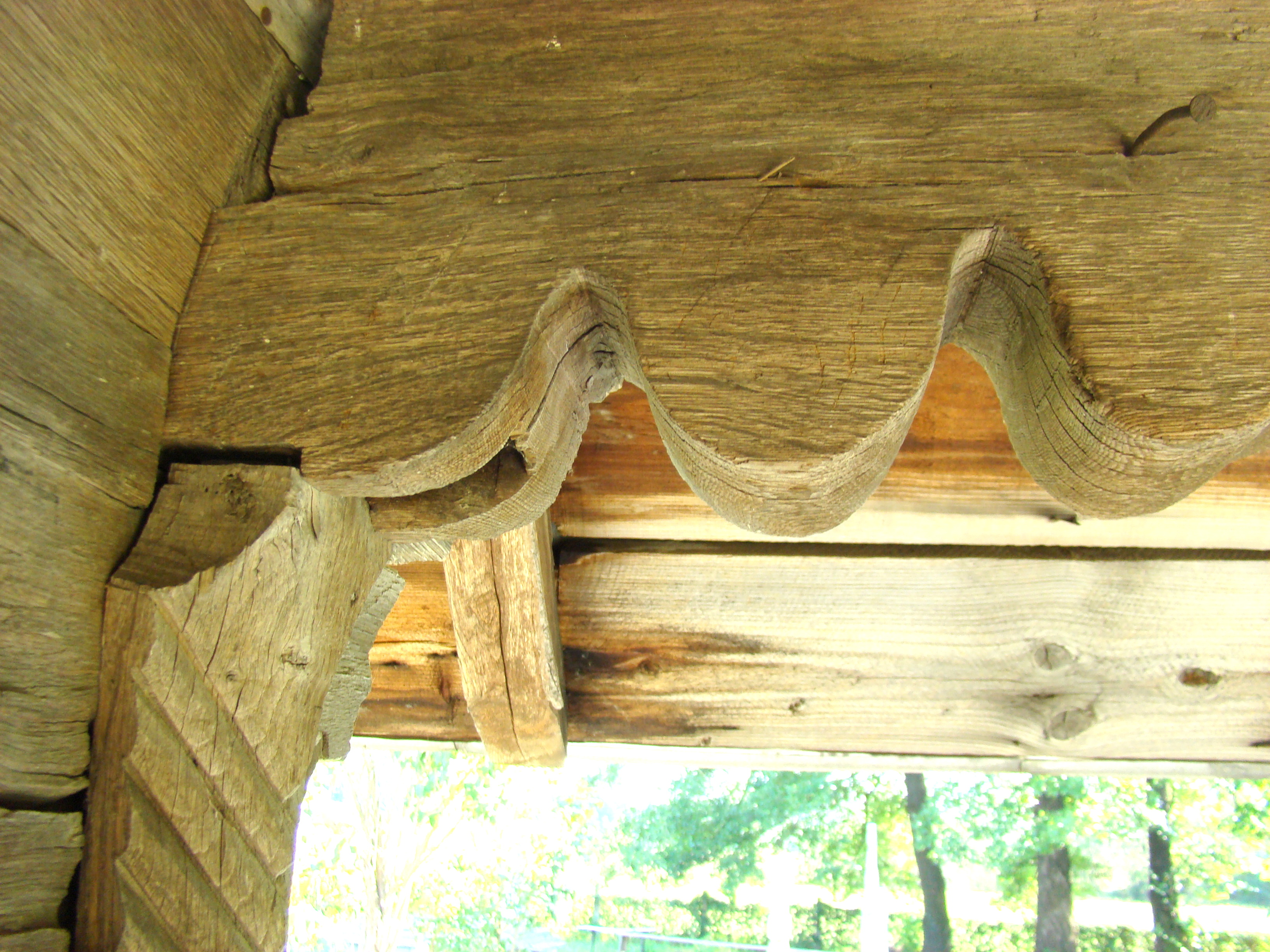
Decor în acoladă la pridvor
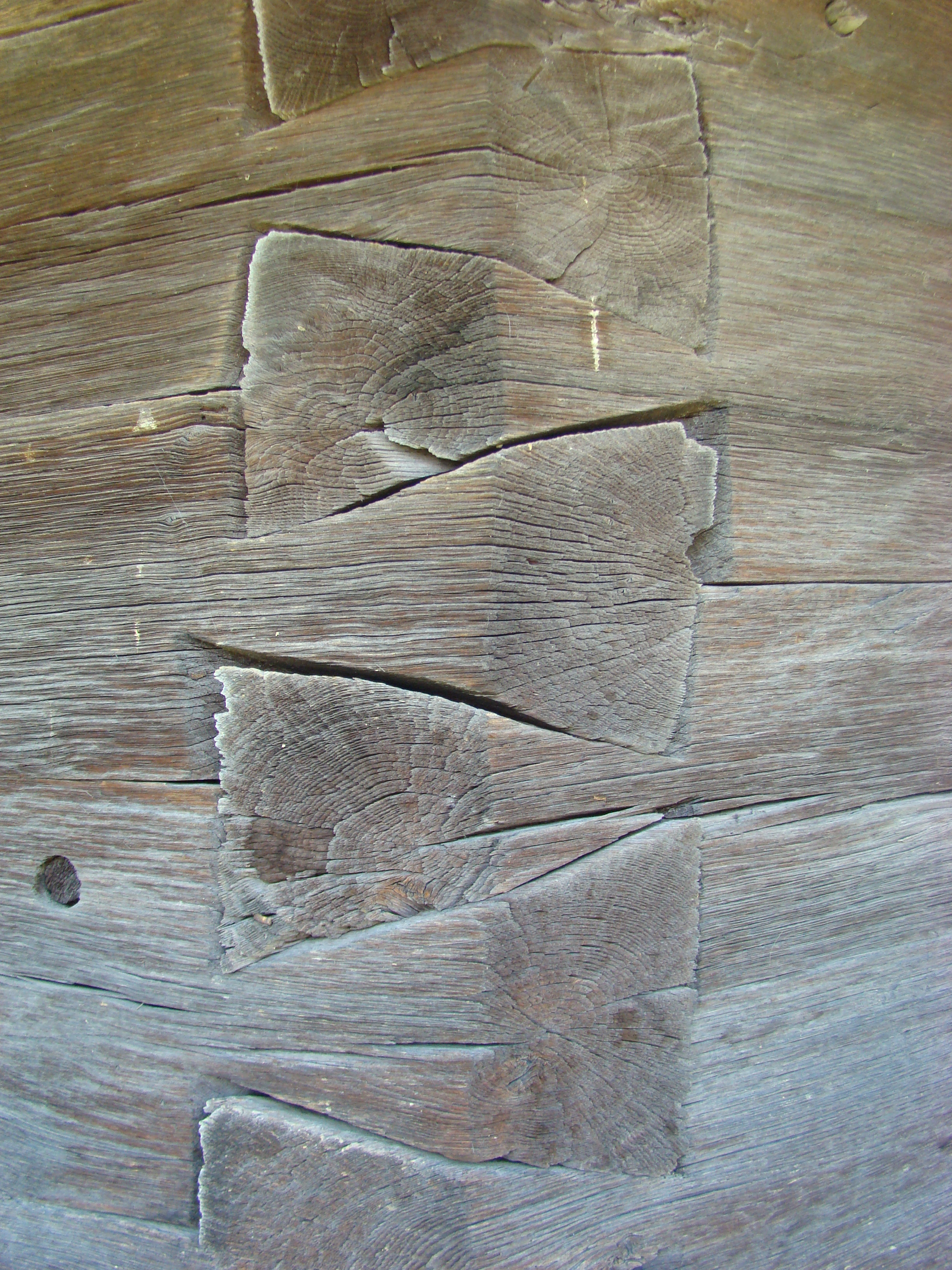
Îmbinări
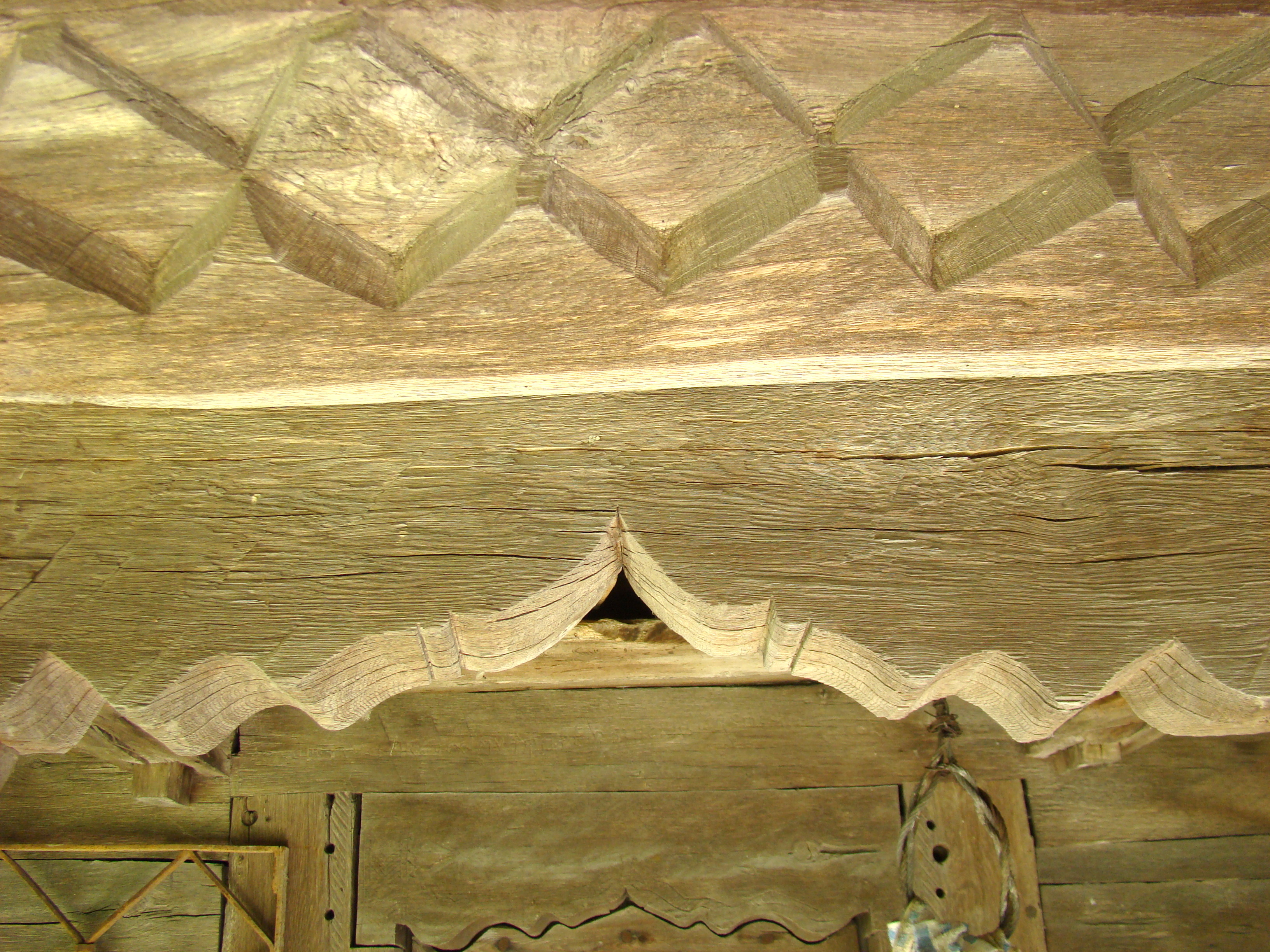
Decor în acoladă la pridvor
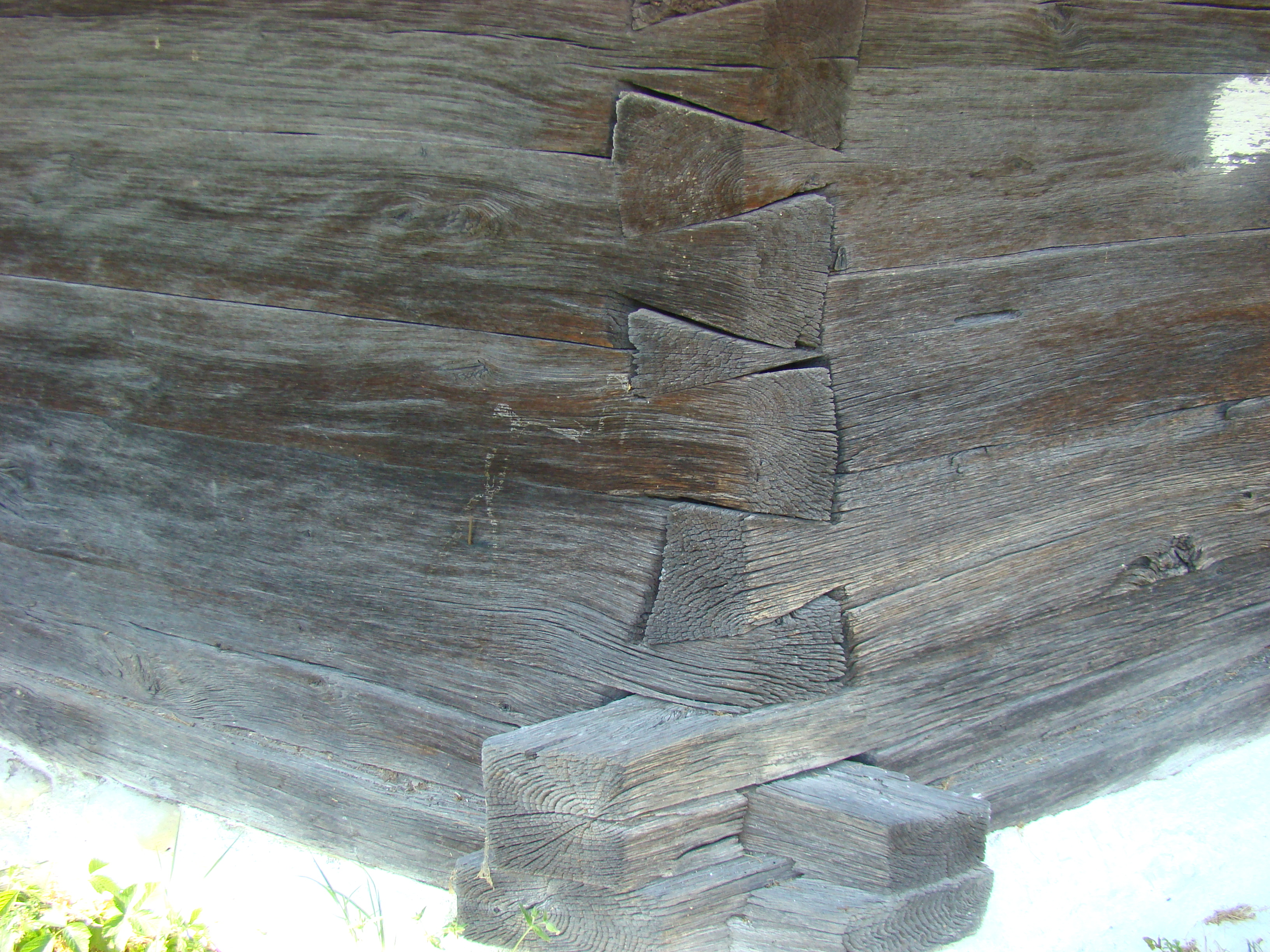
Îmbinări
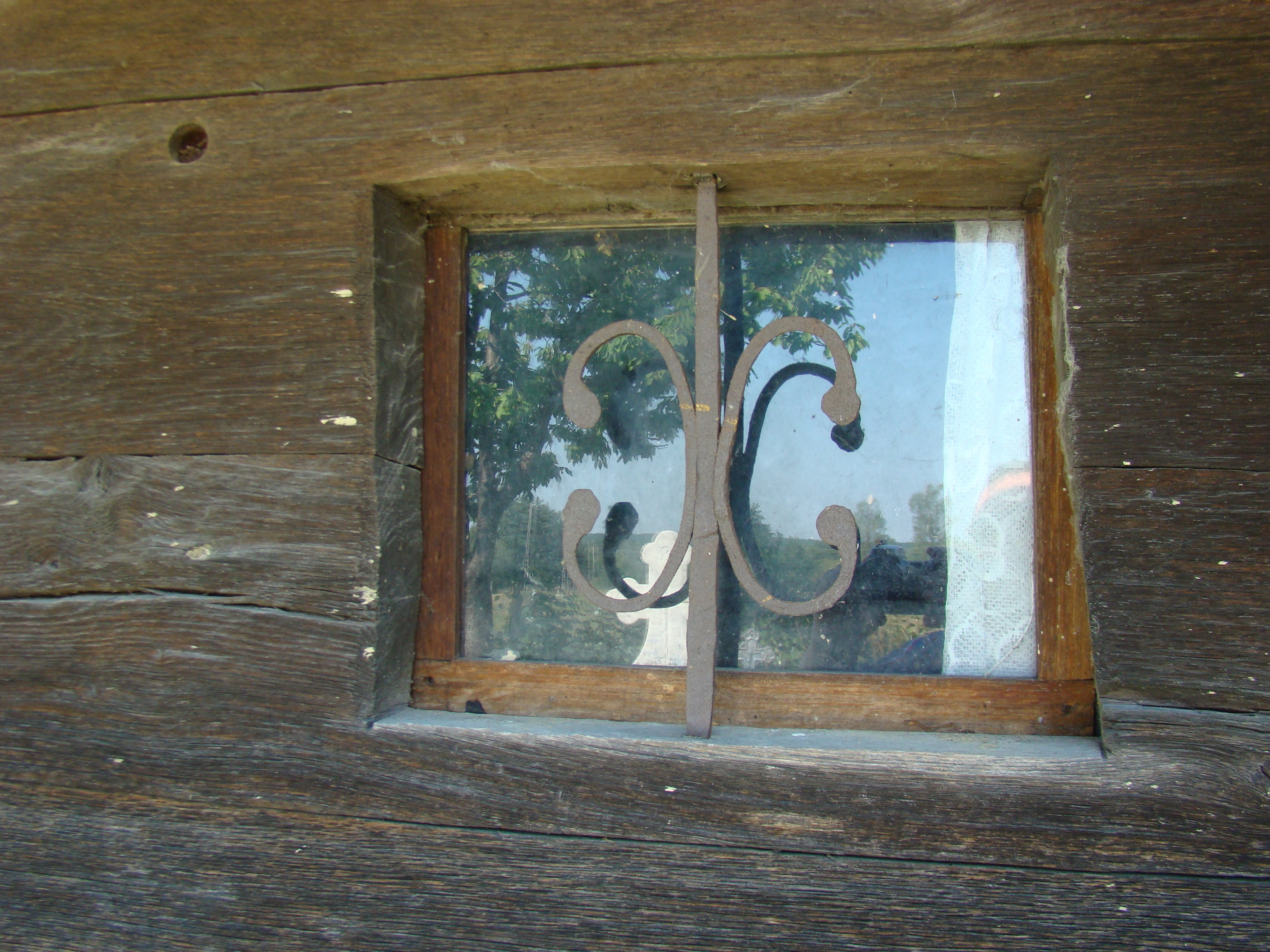
Fereastră
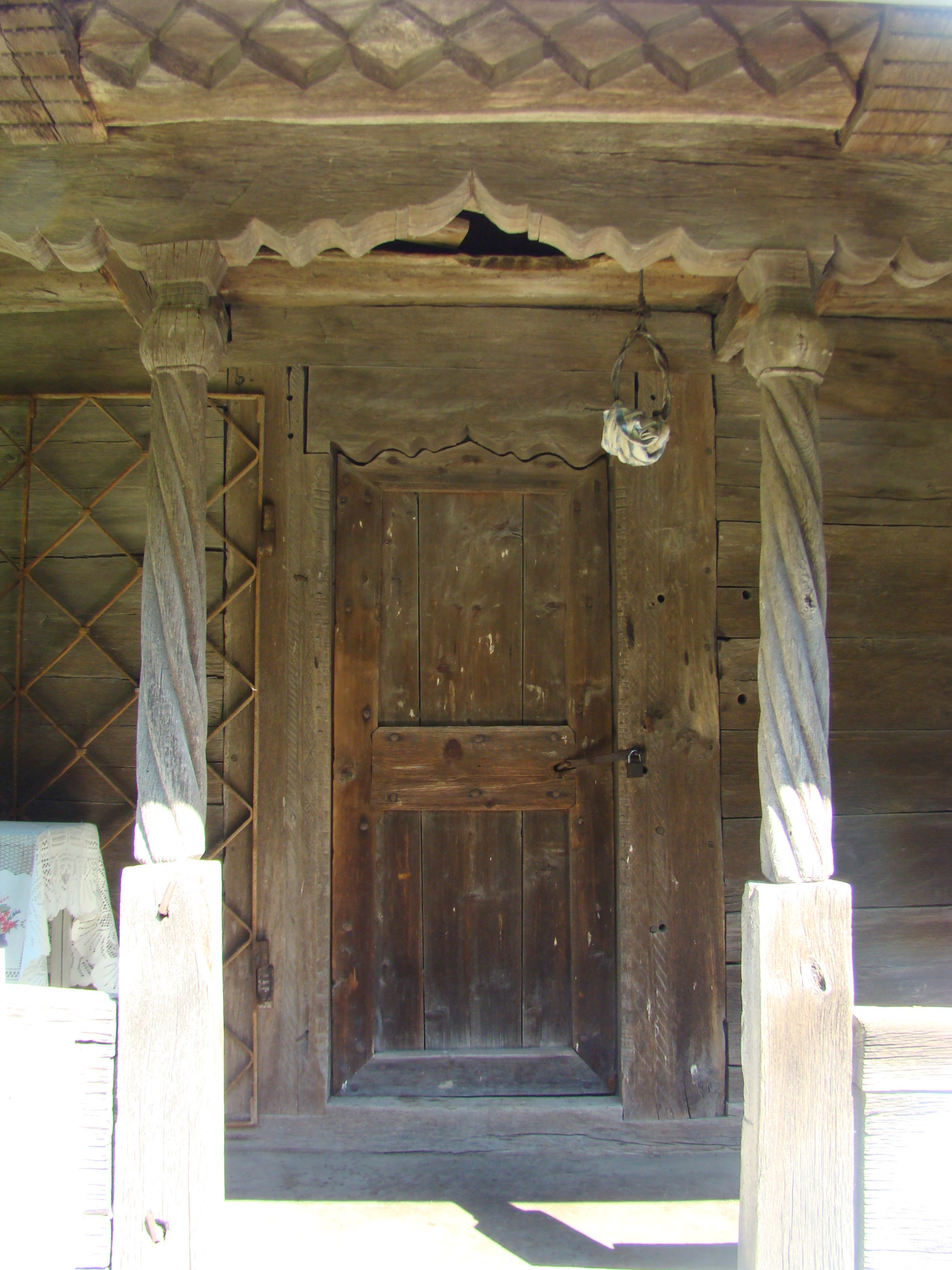
Prispa